# Raffaello Leonardo
Raffaello Leonardo (født 1. maj 1973 i Napoli) er en italiensk tidligere roer og dobbelt verdensmester.
Leonardo deltog i OL 1992 i Barcelona i den italienske otter, der blev nummer ni sammenlagt. Han var dernæst med til at vinde VM-guld i firer med styrmand i både 1994 og 1995, og de var derfor blandt favoritterne i disciplinen ved OL 1996 i Atlanta. De vandt da også sikkert deres indledende heat og blev derpå nummer to i semifinalen, blot slået med 0,04 sekund af Frankrig. I finalen var kræfterne dog sluppet op, og italienerne blev nummer seks og sidst.
Ved OL 2000 i Sydney var Leonardo tilbage i otteren, der blev nummer fire i finalen. Fra 2002 var han tilbage i firer uden styrmand, der vandt VM-bronze dette år. Ved OL 2004 i Athen var han fortsat en del af den italienske firer uden styrmand sammen med Dario Dentale, Luca Agamennoni og Lorenzo Porzio. I det indledende heat blev italienerne nummer to, hvorpå de blev nummer tre i semifinalen. I finalen var Storbritannien stærkest og vandt guld, mens Canada under en tiendedel sekund bagefter blev toer, og Italien et pænt stykke derefter blev treer. Hermed vandt Leonardo, hvad der skulle vise sig at blive hans eneste olympisk medalje.
I 2005 var Leonardo tilbage i otteren, og han var med til at vinde VM-sølv dette år. Han roede herpå toer uden styrmand i nogle løb, og ved OL 2008 i Beijing stillede han op sammen med Giuseppe De Vita i denne bådtype. De måtte her nøjes med en plads i B-finalen, hvor Dario Dentale i øvrigt afløste De Vita, og parret endte på en femteplads og dermed en samlet ellevteplads i konkurrencen. Leonardo vendte tilbage til otteren og fortsatte et par år mere i denne båd, inden han afsluttede sin internationale karriere i 2010.

## OL-medaljer
- 2004:  Bronze i firer uden styrmand